# Коричневая кунья акула
Коричневая кунья акула  (Mustelus henlei ) — вид хрящевых рыб рода обыкновенных куньих акул семейства куньих акул отряда кархаринообразных. Обитает в восточной части Тихого океана. Размножается плацентарным живорождением. Максимальная зафиксированная длина 1 м. Опасности для человека не представляет. Рацион состоит в основном из ракообразных. Имеет умеренное промысловое значение.

## Таксономия
Впервые вид научно описан в 1863 году. Голотип представляет собой самку длиной 22,8 см, пойманную у побережья Сан-Франциско, Калифорния.

## Ареал
Коричневые куньи акулы  обитают в центрально-восточной части Тихого океана. Они распространены от Кус-Бей, Орегон, США, до Калифорнийского залива, Мексика. В юго-восточной части Тихого океана они встречаются у берегов Эквадора  и Перу. Коричневые куньи акулы обитают как у берега, так и в открытом море, они довольно распространены в умеренных и субтропических водах на континентальном шельфе. Ведут донный образ жизни, предпочитают закрытые бухты глубиной до 200 м. На севере Калифорнийского залива их ловят на глубине 30—266 м, хотя большинство рыб держится не глубже 100 м Весной и летом многочисленные коричневые акулы встречаются у берега в эстуариях рек, где находятся природные питомники, а зимой, когда из-за увеличения осадков понижается солёность воды, они уплывают в открытое море. Из трёх видов куньих акул, обитающих у Западного побережья Северной Америки, коричневые куньи акулы наиболее терпимы к пониженной температуре воды.

## Описание
У коричневых куньих акул короткая голова, вытянутая морда и довольно стройное тело. Расстояние от кончика морды до основания грудных плавников составляет от 19% до 22% от общей длины тела. Овальные глаза среднего размера вытянуты по горизонтали. По углам довольно длинного рта имеются губные борозды. Верхние борозды длиннее нижних. Длина рта сопоставима с длиной глаза и составляет 2,7—3,8% от длины тела.Заострённые асимметричные зубы оснащены центральным остриём и латеральными зубцами. Расстояние между спинными плавниками составляет 19—24% от длины тела.  Грудные плавники довольно крупные, длина переднего края составляет 13—16%, а заднего края 7,8,1—13% от общей длины соответственно. Длина переднего края брюшных плавников составляет 6,2—7,9% от общей длины тела. Высота анального плавника равна 2,7—3,8% от общей длины. Первый спинной плавник имеет почти треугольную форму, он больше второго спинного плавника. Его основание расположено между основанием грудных и брюшных плавников. Основание второго спинного плавника находится перед основанием анального плавника. Анальный плавник меньше обоих спинных плавников.  У края верхней лопасти хвостового плавника имеется вентральная выемка. Окрас переливающегося бронзово-коричневого цвета, иногда серого, брюхо светлое. Отметины отсутствуют.

## Биология
Этот вид размножается плацентарным живорождением, эмбрион также питается желтком. В помёте от 1 до 10 новорождённых. Первые несколько лет жизни акулята быстро растут, с возрастом скорость роста замедляется. Возраст достижения половой зрелости составляет 2—3 года у самок и 3 года у самцов, что соответствует размерам 51—66 см и 52—66 см. Средняя продолжительность жизни  около 13 лет, максимальная зафиксированная длина  100 см. Размножение происходит круглый год, беременность длится около 10—12 месяцев. Длина новорождённых около 19—30 см. Средний репродуктивный возраст 4,7 лет.
Коричневые куньи акулы не совершают длительных миграций, хотя отдельные особи за 3 месяца проплывают до 150 км. В Калифорнийском заливе наблюдается сезонная миграция. Акулы передвигаются небольшими стаями, сегрегированными по размеру, полу и возрасту. В заливе Сан-Франциско периодически самки преобладают над самцами при соотношении 4,5:1, а самцы над самками при соотношении 1:4. Здесь на коричневых куньих акул охотятся плоскоголовые семижаберные акулы. Роды происходят с марта по май. и с мая по декабрь, а между Санта-Круз и Сан-Франциско с января по август.
С конца января и до начала апреля на северо-востоке и у восточного побережья острова Анхель-де-ла-Гуарда встречаются многочисленные беременные самки коричневых куньих акул с развитыми эмбрионами. Таким образом, можно сделать предположение, что роды в северной части Калифорнийского залива происходят  именно в этот период.
Рацион этих акул состоит  в основном из ракообразных, и в меньшей степени головоногих, полихет и костистых рыб.

## Взаимодействие с человеком
Не представляет опасности для человека. Представляет умеренный интерес для коммерческого рыболовства. Эти акулы являются объектом промышленной добычи в Калифорнийском заливе и представляют интерес для любителей-рыболовов. Кроме того, эти акулы попадают в сети в качестве прилова. Коричневые куньи акулы хорошо приживаются в неволе. Эти акулы быстро растут и достигают половой зрелости, они плодовиты, у них ежегодный цикл размножения и довольно большая продолжительность жизни, поэтому Международный союз охраны природы присвоил этому виду статус «Вызывающий наименьшие опасения».